# Parapsyche
Parapsyche är ett släkte av nattsländor. Parapsyche ingår i familjen ryssjenattsländor.
Kladogram enligt Catalogue of Life:
| Parapsyche | \| \| Parapsyche acuta \| \| \| \| \| \| Parapsyche aias \| \| \| \| \| \| Parapsyche almota \| \| \| \| \| \| Parapsyche angularia \| \| \| \| \| \| Parapsyche apicalis \| \| \| \| \| \| Parapsyche asiatica \| \| \| \| \| \| Parapsyche aureocephala \| \| \| \| \| \| Parapsyche bifida \| \| \| \| \| \| Parapsyche birmanica \| \| \| \| \| \| Parapsyche cardis \| \| \| \| \| \| Parapsyche denticulata \| \| \| \| \| \| Parapsyche difformis \| \| \| \| \| \| Parapsyche elsis \| \| \| \| \| \| Parapsyche extensa \| \| \| \| \| \| Parapsyche intawitschajanon \| \| \| \| \| \| Parapsyche kchina \| \| \| \| \| \| Parapsyche kurosawai \| \| \| \| \| \| Parapsyche maculata \| \| \| \| \| \| Parapsyche mahati \| \| \| \| \| \| Parapsyche shikotsuensis \| \| \| \| \| \| Parapsyche sinensis \| \| \| \| \| \| Parapsyche spinata \| \| \| \| \| \| Parapsyche tchandratchuda \| \| \| \| \| \| Parapsyche turbinata \| \| \| \| \| \| Parapsyche variyasi \| \| \| \| |
|            | \| \| Parapsyche acuta \| \| \| \| \| \| Parapsyche aias \| \| \| \| \| \| Parapsyche almota \| \| \| \| \| \| Parapsyche angularia \| \| \| \| \| \| Parapsyche apicalis \| \| \| \| \| \| Parapsyche asiatica \| \| \| \| \| \| Parapsyche aureocephala \| \| \| \| \| \| Parapsyche bifida \| \| \| \| \| \| Parapsyche birmanica \| \| \| \| \| \| Parapsyche cardis \| \| \| \| \| \| Parapsyche denticulata \| \| \| \| \| \| Parapsyche difformis \| \| \| \| \| \| Parapsyche elsis \| \| \| \| \| \| Parapsyche extensa \| \| \| \| \| \| Parapsyche intawitschajanon \| \| \| \| \| \| Parapsyche kchina \| \| \| \| \| \| Parapsyche kurosawai \| \| \| \| \| \| Parapsyche maculata \| \| \| \| \| \| Parapsyche mahati \| \| \| \| \| \| Parapsyche shikotsuensis \| \| \| \| \| \| Parapsyche sinensis \| \| \| \| \| \| Parapsyche spinata \| \| \| \| \| \| Parapsyche tchandratchuda \| \| \| \| \| \| Parapsyche turbinata \| \| \| \| \| \| Parapsyche variyasi \| \| \| \| |
|            | Parapsyche acuta |
|            | |
|            | Parapsyche aias |
|            | |
|            | Parapsyche almota |
|            | |
|            | Parapsyche angularia |
|            | |
|            | Parapsyche apicalis |
|            | |
|            | Parapsyche asiatica |
|            | |
|            | Parapsyche aureocephala |
|            | |
|            | Parapsyche bifida |
|            | |
|            | Parapsyche birmanica |
|            | |
|            | Parapsyche cardis |
|            | |
|            | Parapsyche denticulata |
|            | |
|            | Parapsyche difformis |
|            | |
|            | Parapsyche elsis |
|            | |
|            | Parapsyche extensa |
|            | |
|            | Parapsyche intawitschajanon |
|            | |
|            | Parapsyche kchina |
|            | |
|            | Parapsyche kurosawai |
|            | |
|            | Parapsyche maculata |
|            | |
|            | Parapsyche mahati |
|            | |
|            | Parapsyche shikotsuensis |
|            | |
|            | Parapsyche sinensis |
|            | |
|            | Parapsyche spinata |
|            | |
|            | Parapsyche tchandratchuda |
|            | |
|            | Parapsyche turbinata |
|            | |
|            | Parapsyche variyasi |
|            | |